# Грабёж

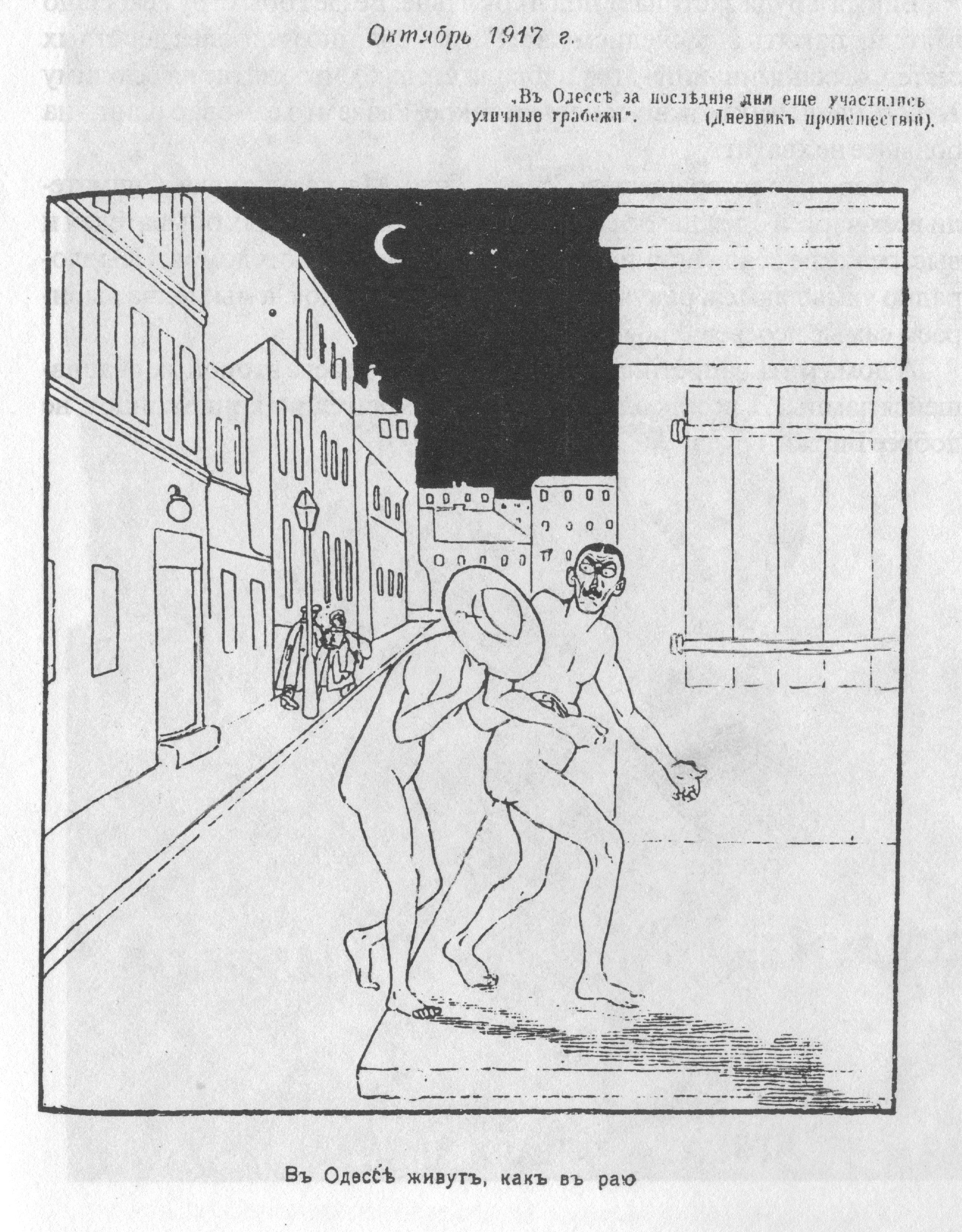
Октябрь 1917 года. «В Одессе за последние дни ещё участились уличные грабежи» (Дневник происшествий) «В Одессе живут, как в раю»

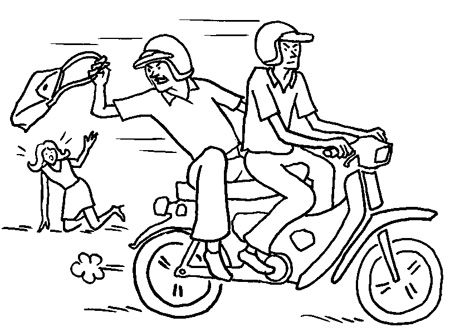
Иллюстрация грабежа с помощью мотоцикла

Грабёж (ст. 161 Уголовного кодекса России) — открытое хищение чужого имущества.
Грабёж выражается в похищении имущества, совершённом без насилия над личностью или с насилием, которое не опасно для жизни и здоровья. Тем самым, грабёж отличается от кражи (тайного хищения чужого имущества) и разбоя (нападения, в целях хищения чужого имущества, сопряжённого с применением опасного для жизни или здоровья насилия, либо угрозой его применения). Во многих государствах грабёж в качестве самостоятельного преступления не выделяется, охватываясь составами кражи (скрытое хищение имущества) либо разбоя (хищение чужого имущества с применением насилия). Грабёж считается оконченным, если имущество изъято и виновный имеет реальную возможность им пользоваться или распоряжаться по своему усмотрению (например, обратить похищенное имущество в свою пользу или в пользу других лиц, распорядиться им с корыстной целью иным образом).

## История
Древнейшим правовым памятником, выделяющим грабёж в особый состав преступления, были Законы Хаммурапи (ст. 22, 23, 24). Также различают грабёж и кражу древнеиндийские Законы Ману. Фома Аквинский определяет грабеж (rapina) как «применение насилия и принуждения при неправосудном отнятии у человека его собственности».
В уголовном праве Русской Правды существовал термин Грабеж и поток или Разграбление и поток. 

## Грабёж пороссийскому уголовному праву

### История
Уголовное уложение 1903 года термина «грабёж» не употребляет, а всякое похищение имущества с насилием называется разбоем. Так трактует это понятие словарь Брокгауза и Ефрона.

### Современное уголовное право
В соответствии со статьёй 161 УК России грабёж — это открытое хищение чужого имущества. Грабеж совершается умышленно и не может квалифицироваться как преступление, совершенное по неосторожности.
Открытым хищением чужого имущества, предусмотренным статьёй 161 УК России (грабеж), является такое хищение, которое совершается в присутствии собственника или иного владельца имущества либо на виду у посторонних, когда лицо, совершающее это преступление, сознает, что присутствующие при этом лица понимают противоправный характер его действий независимо от того, принимали ли они меры к пресечению этих действий или нет.
Объект — право собственности. Предмет преступления — движимое имущество.
Объективная сторона — состоит из 3 составляющих: деяния (открытое хищение имущества), последствия (причинение имущественного ущерба собственнику или иному владельцу имущества) и причинно-следственной связью между деянием и последствием.
Субъективная сторона — характеризуется виной в виде прямого умысла с корыстной целью.
Субъект — вменяемое физическое лицо, достигшее 14-летнего возраста.
Квалифицированные составы грабежа:
- Совершённый группой лиц по предварительному сговору с проникновением в жилище или иное помещение;
- Совершённый с незаконным проникновением в жилище, помещение либо иное хранилище;
- Совершённый с применением насилия, не опасного для жизни и здоровья человека;
- Совершённый в крупном размере.

Особо квалифицированные составы грабежа:
- Совершённый организованной группой;
- Совершённый в особо крупном размере.